# Loofstruweel

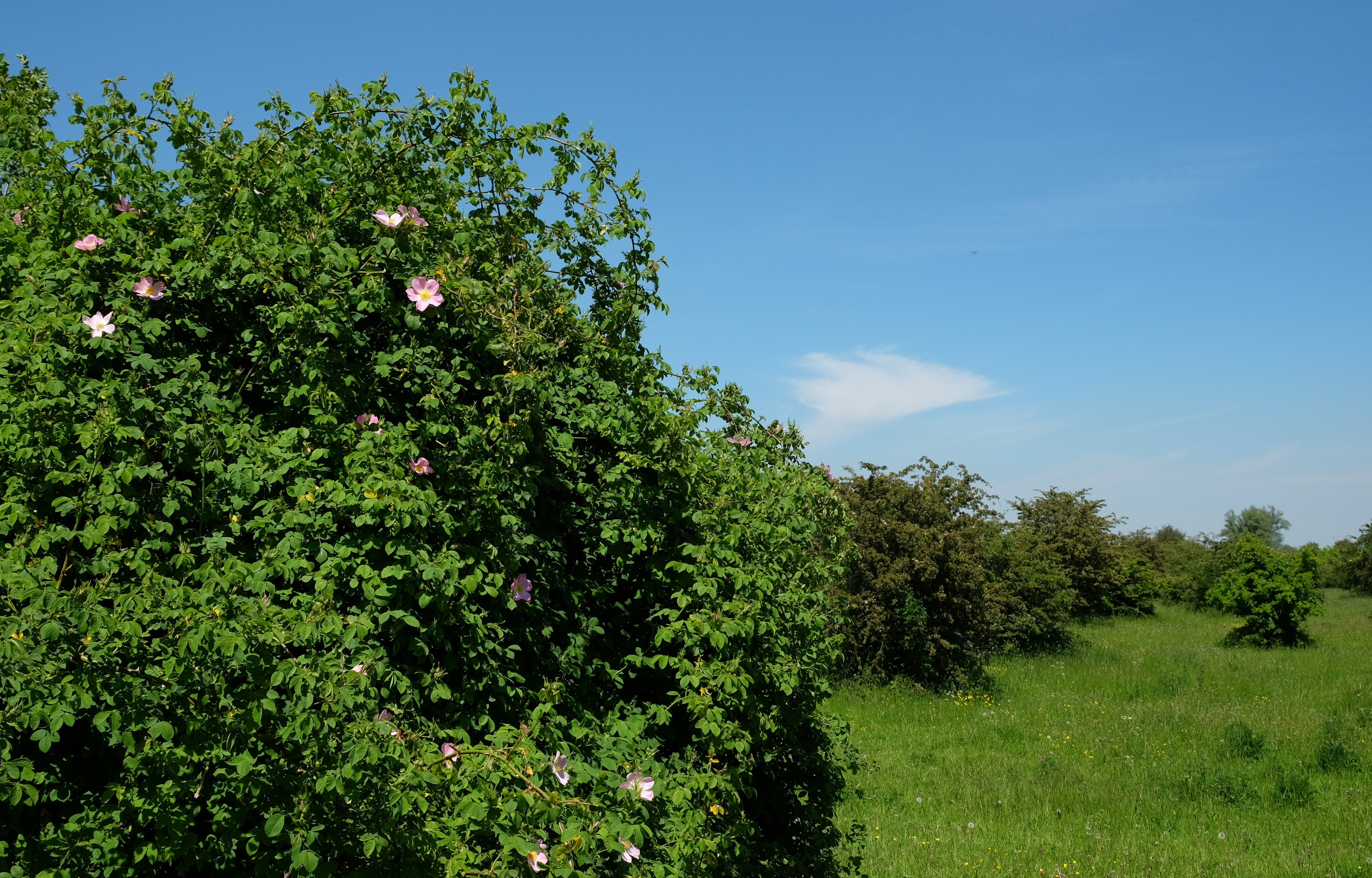
Loofstruweel met doorn- en stekelstruiken; in dit geval de associatie van sleedoorn en eenstijlige meidoorn (Pruno-Crataegetum).

Een loofstruweel is een struweel dat als (sub)formatie voorkomt waarin struiken met vlakke bladeren (geen naalden of schubben) de fysiognomie bepalen. In de gematigde streken laten de meeste loofstruwelen hun loof in de herfst vallen.

## Ecologie
Natuurlijke loofstruwelen kunnen zich ontwikkelen door verscheidene standplaatsfactoren die de successie naar (loof)bos niet toelaten. Doorgaans gaat het om pioniermilieus, waar bomen (nog) niet tot dominantie kunnen komen. Zo komen langs kusten natuurlijke loofstruwelen voor van de klasse van kruipwilg- en duindoornstruwelen; hier zorgen onder andere zeesproei en stuifzand ervoor dat de successie naar bos niet wordt doorgezet.

## Fotogalerij

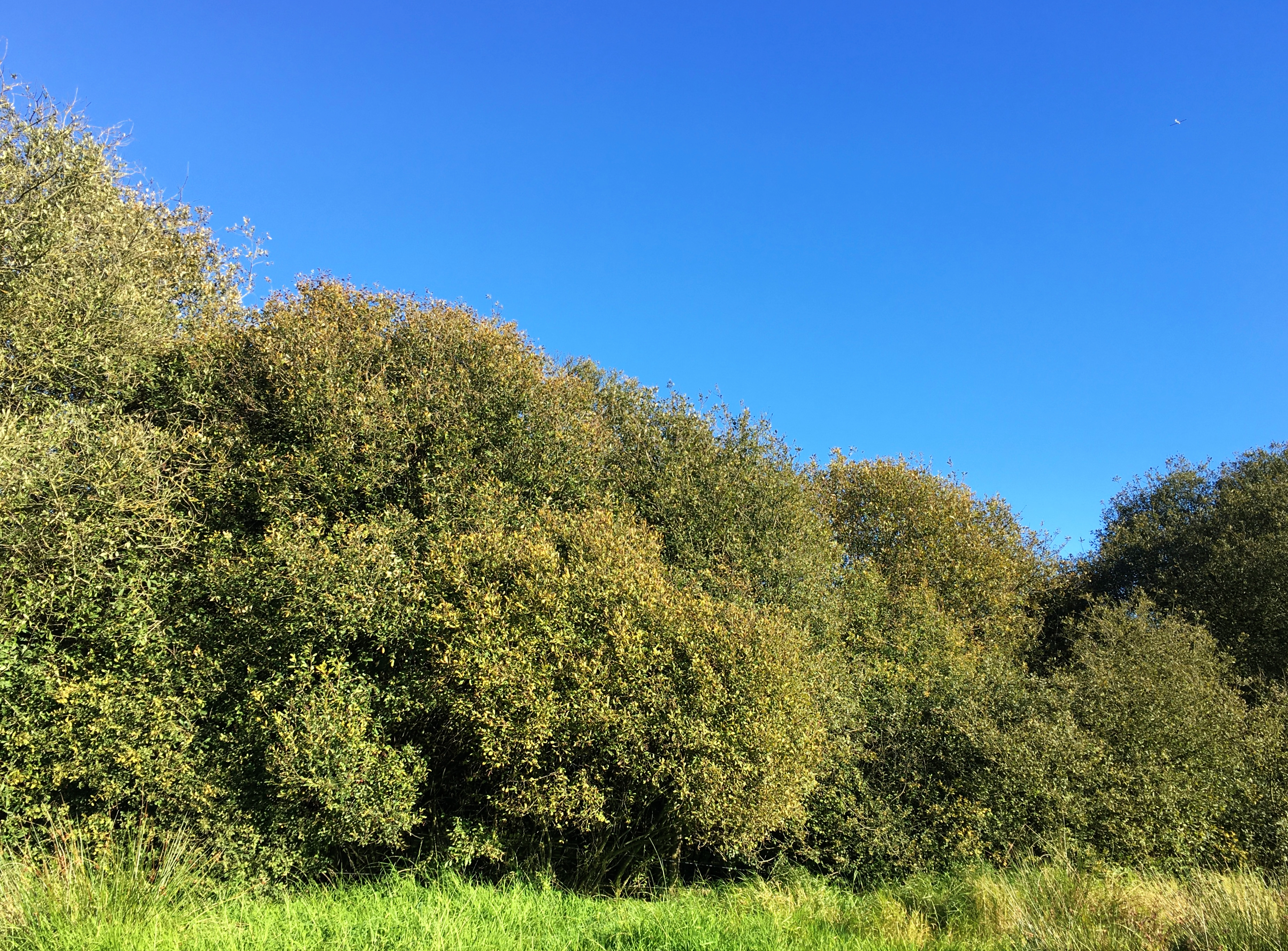
Vroeg herfstaspect van de associatie van grauwe wilg
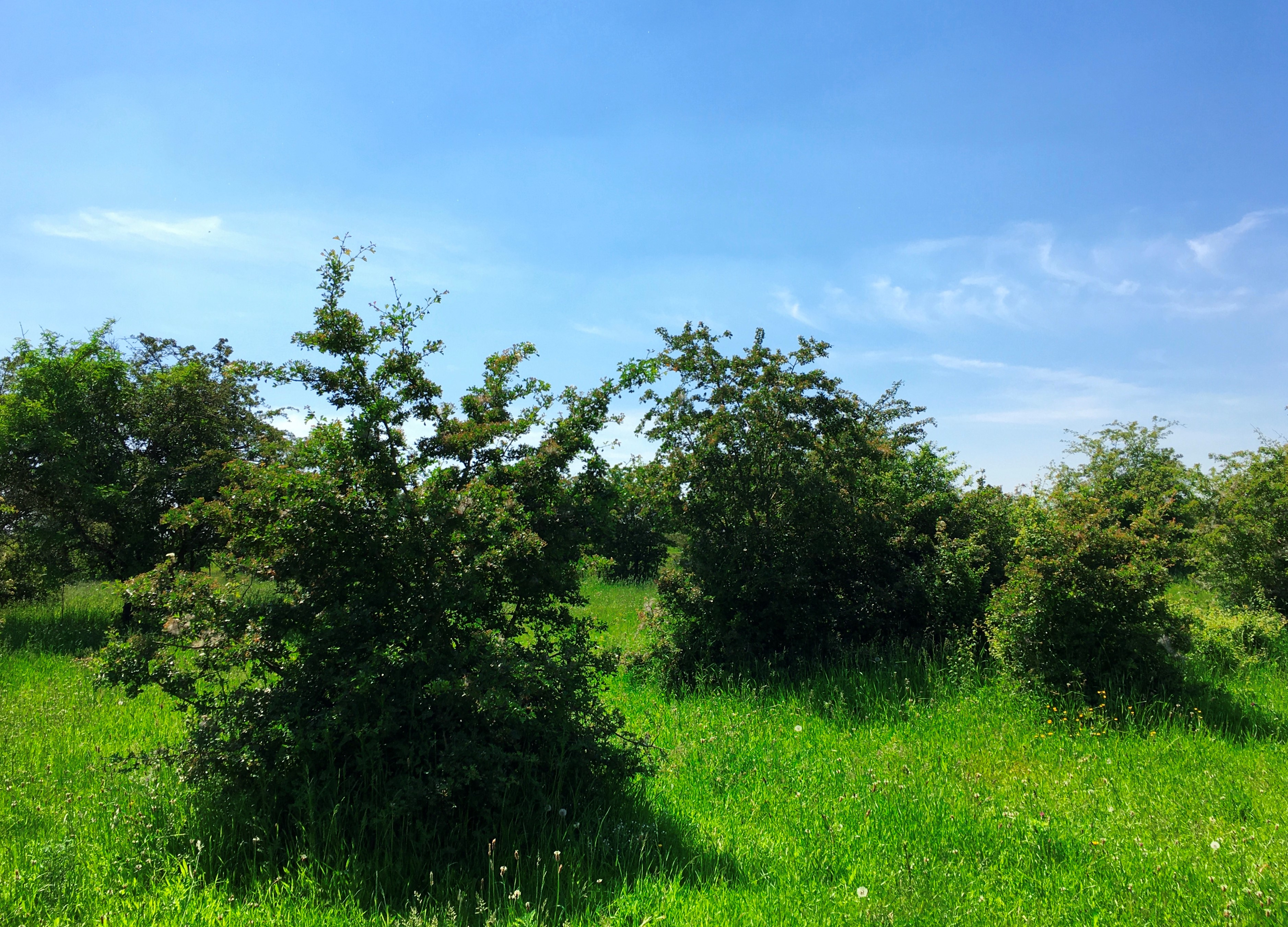
Laat voorjaarsaspect van de associatie van sleedoorn en eenstijlige meidoorn